# Allium dodecadontum
Allium dodecadontum är en amaryllisväxtart som beskrevs av Aleksei Ivanovich Vvedensky. Allium dodecadontum ingår i släktet lökar, och familjen amaryllisväxter. Inga underarter finns listade i Catalogue of Life.